# Pray (Montana)
Pray – jednostka osadnicza w Stanach Zjednoczonych, w stanie Montana, w hrabstwie Park.